# Lacrimosa (teatergrupp)
Lacrimosa är en feministisk teater och tankesmedja som håller till på Scen Gavelius i Barnängen, Stockholm. 
Lacrimosa har drivit feministisk kulturverksamhet sedan 2001. Dessutom turnerar gruppen regelbundet med en clown- och musikföreställning. Bland annat har de spelat på Popaganda, Arvika- Hultsfreds- och Pridefestivalerna. Lacrimosas teater bygger mycket på musik och clownteknik. Bland annat är clownen Sam en återkommande figur i flera av pjäserna. Teater Lacrimosa har förutom sina teaterproduktioner även gett ut böcker. I den senaste boken, Större än så här – tankar för en genusnyfiken gestaltning har de diskuterat jämställdhet på teaterscenen med bland andra Ann Petrén, Gunilla Röör, Pia Johansson och Sissela Kyle.

## Pjäser
- 2002 - När Roffe har gått.
- 2003 - Större än så här.
- 2004-2005 - Nattvarning – en rolig föreställning om ångest.
- 2008 - Dagordning – en otrendig föreställning om statusstress.

## Diskografi
- 2003 - Större än så här
- 2008 - Dryg Typ